# Re di eSwatini
Il Re di eSwatini (in swazi Ngwenyama) è il titolo del monarca di sesso maschile dello Swaziland. L'iNgwenyama regna insieme alla Ndlovukati, che è una posizione di leadership spirituale, ricoperta dalla madre del re o da un'altra donna reale di alto rango.
L'attuale re è Mswati III, che regna dal 1986. Il budget annuale assegnato al re e alla famiglia reale ammonta a 61 milioni di dollari.

## Poteri

### Economico
L'iNgwenyama possiede tutti i minerali in eSwatini, ad eccezione di quelli posseduti da società private. Inoltre tutti gli aspetti delle attività minerarie sono supervisionate dal re.

### Amministrativo
L'iNgwenyama può nominare 20 (su un massimo di 31) senatori nel Senato dello Swaziland e 10 (su un massimo di 76) membri della Camera dell'assemblea dello Swaziland, ma entrambe le camere hanno una funzione puramente consultiva, in quanto è il re a legiferare all'interno del paese. Il re inoltre è anche il capo del sistema giudiziario del paese e il presidente del Consiglio nazionale dello Swaziland. I funzionari locali, responsabili del governo territoriale dello Swaziland, sono nominati direttamente dall'iNgwenyama o dai loro superiori.

### Culturale
Altri poteri degli iNgwenyama includono l'assegnazione di terre, l'avvio di raduni nazionali, l'erogazione di ricchezze, l'organizzazione di eventi sociali e la partecipazione a rituali. Il re possiede dei cantanti di lode reali chiamati griot. I griot compaiono in occasione di eventi pubblici e cantano le virtù del Ngwenyama. Qualsiasi reato contro il Ngwenyama, la Ndlovukati o le loro proprietà è considerato un crimine atroce. È illegale indossare gli abiti del sovrano, usare le sue medicine o trovarsi a una certa distanza da lui. L'adulterio con le Ndlovukati è considerato tradimento e gli Ngwenyama possono esiliare qualsiasi cittadino per qualsiasi motivo.

## Importanza religiosa
Durante l'Incwala, il re divide l'acqua sacra a est e a ovest per segnalare la fine dell'ultimo anno. Il secondo giorno dell'Incwala, i giovani raccolgono rami speciali e li collocano in un santuario speciale. Egli poi canta con i suoi sudditi nel santuario, situato vicino al palazzo reale, riaffermando così la loro lealtà. Più tardi il Ngwenyama accende un fuoco. Lo scopo del rituale è garantire la prosperità del Regno di Eswatini. Talvolta si ritiene che il re sia la causa di piogge violente.

## Storia
Sobhuza II, ha svolto un ruolo importante nella modernizzazione del regno. In passato, durante il suo regno, un movimento monarchico chiamato Imbokodvo ha ottenuto costantemente un gran numero di seggi al parlamento mentre i partiti politici erano ancora legali nel paese, ottenendo così il controllo totale sul governo. Il suo successore, il re Mswati III, ha compromesso il tradizionale sistema tinkundla, sostituendo parti del sistema con le moderne istituzioni Eswatini.

## Successione
All'iNgwenyama succede tradizionalmente uno dei suoi figli maschi. L'erede viene scelto in base alla virtù di sua madre.